# Minimalizmus

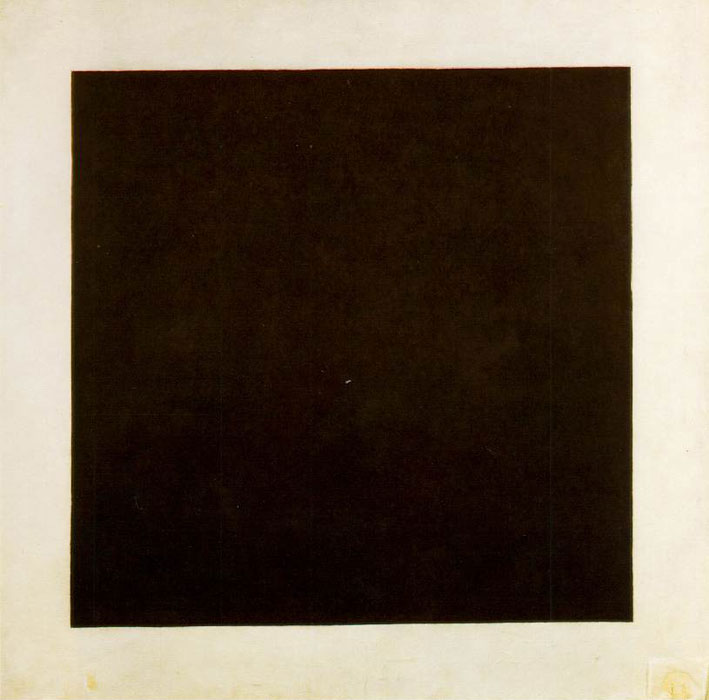
Kazimir Malevics orosz festő Fekete négyzet (1915) című olajfestménye, a minimal art egyik előzménye

A minimalizmus több 20. századi művészeti irányzat (zenei, építészeti, formatervezési, egyéb) összefoglaló neve. Mindegyik művészeti ágban közös jellemzője, hogy az alkotók a lehető legkevesebb eszköz és anyaghasználattal igyekeznek műalkotásaikat létrehozni. A formák és a színek letisztultak, egyszerűek, amiből a stílusirányzat neve is ered. 

## Általános története
Modern művészeti irányzatként az 1960-as, 1970-es évek Amerikájában alakult ki, virágkora is ekkorra tehető. A képzőművészeti irányzat elindítójának Ad Reinhardt amerikai festőművészt és Carl Andre szobrászt tekintik, zenében a minimal art első képviselői La Monte Young, Terry Riley, Steve Reich és Philip Glass voltak. A minimalizmus elnevezés mellett Angliában használatos a primary structures (elsődleges struktúrák, szerkezetek) elnevezés is. A minimal art elnevezés a "minimális" különbségben rejlik a művészi szándék (idea) és annak megvalósítása között. A minimalizmus kibontakozását nagyban elősegítették az irodalomelméleti-nyelvészeti fejlemények, a strukturalizmus megjelenése, mely a nyelvet elsősorban jelek együtteseként fogja föl. Hívei abból az alapfeltevésből indultak és indulnak ki, hogy „a kevesebb többet jelent”, valamint a geometriai forma közös tapasztalaton alapul.